# Route nationale 1 (Luxembourg)
Pour les articles homonymes, voir N1 et Route nationale 1.
La route nationale 1 (luxembourgeois : Nationalstrooss 1) est une route nationale reliant Luxembourg à Trèves en passant par l'aéroport de Findel.
C'est le long de cette route, entre Niederanven et Roodt-sur-Syre que s'écrasa le Fokker 50 opérant le vol 9642 de la Luxair, le 6 novembre 2002. C'est toujours aujourd'hui (février 2014) la pire catastrophe aérienne du pays, ayant fait 20 morts.

## Histoire
Cette route a été construite pour les Allemands qui venaient travailler au Luxembourg.

## Description du tracé

### De Luxembourg à Grevenmacher
Dans sa configuration actuelle, la route traverse les localités suivantes :
- Luxembourg
- Findel
- Senningen
- Niederanven
- Berg
- Roodt-sur-Syre
- Grevenmacher

### De Grevenmacher à Wasserbillig
Sur ce tronçon, la N1 partage son itinéraire avec la route nationale 10.
- Grevenmacher
- Mertert
- Wasserbillig

### De Wasserbillig à la frontière
- Pont sur la Sûre à Wasserbillig - frontière Allemagne-LuxembourgWasserbillig

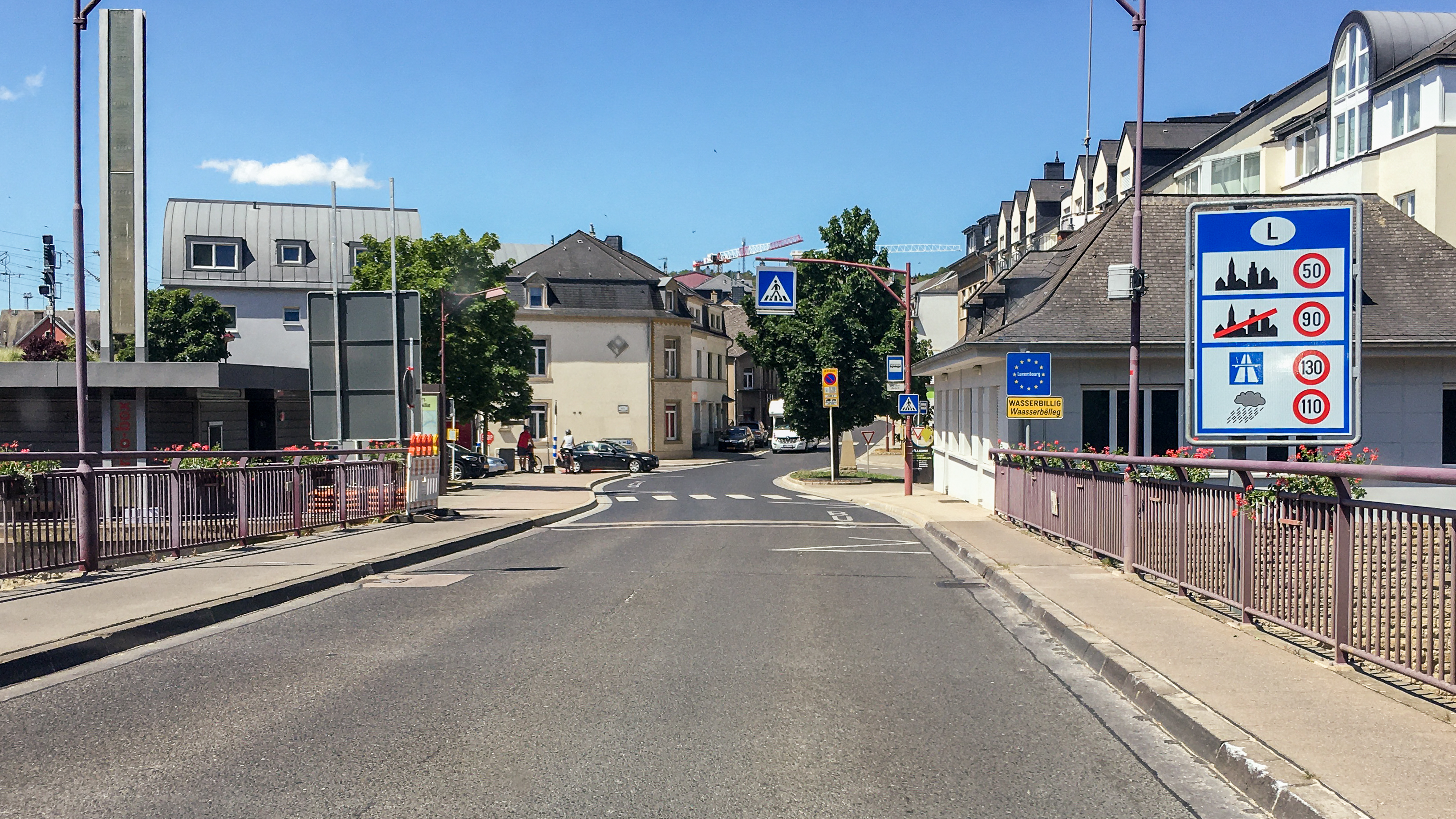
Pont sur la Sûre à Wasserbillig - frontière Allemagne-Luxembourg

- Frontière entre l'Allemagne et le Luxembourg

## Antennes
En plus du tracé principal, la N1 compte quatre variantes ou antennes.

### Nationale 1A
Longue de 5,6 kilomètres, elle relie le tracé dans le quartier de Clausen à Luxembourg et traverse Cents avant de rejoindre le tracé principal à Findel.

### Nationale 1B
Longue d'à peine 100 mètres, elle relie le tracé principal à la N1A en passant par le pont de Clausen.

### Nationale 1C
Longue de 700 mètres, elle relie le tracé principal au Neudorf à la N1A à Findel.

### Nationale 1D
Longue de 750 mètres, elle relie le tracé principal à l'échangeur 14 de l'autoroute A1.

## Géographie
La frontière allemande se trouve sur la Moselle et la Sûre.

## Images

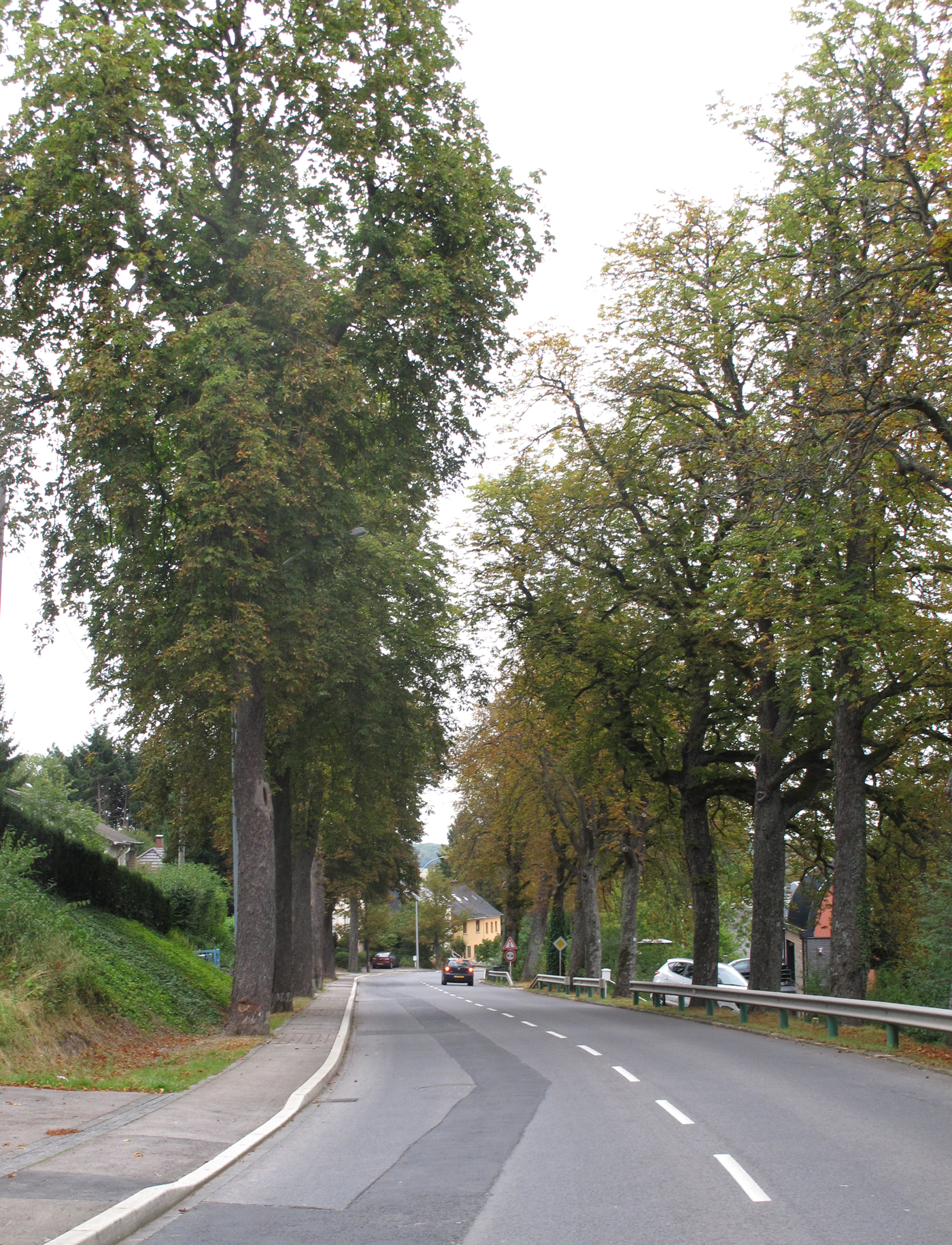
Une allée d’arbres à Niederanven, route de Trèves.
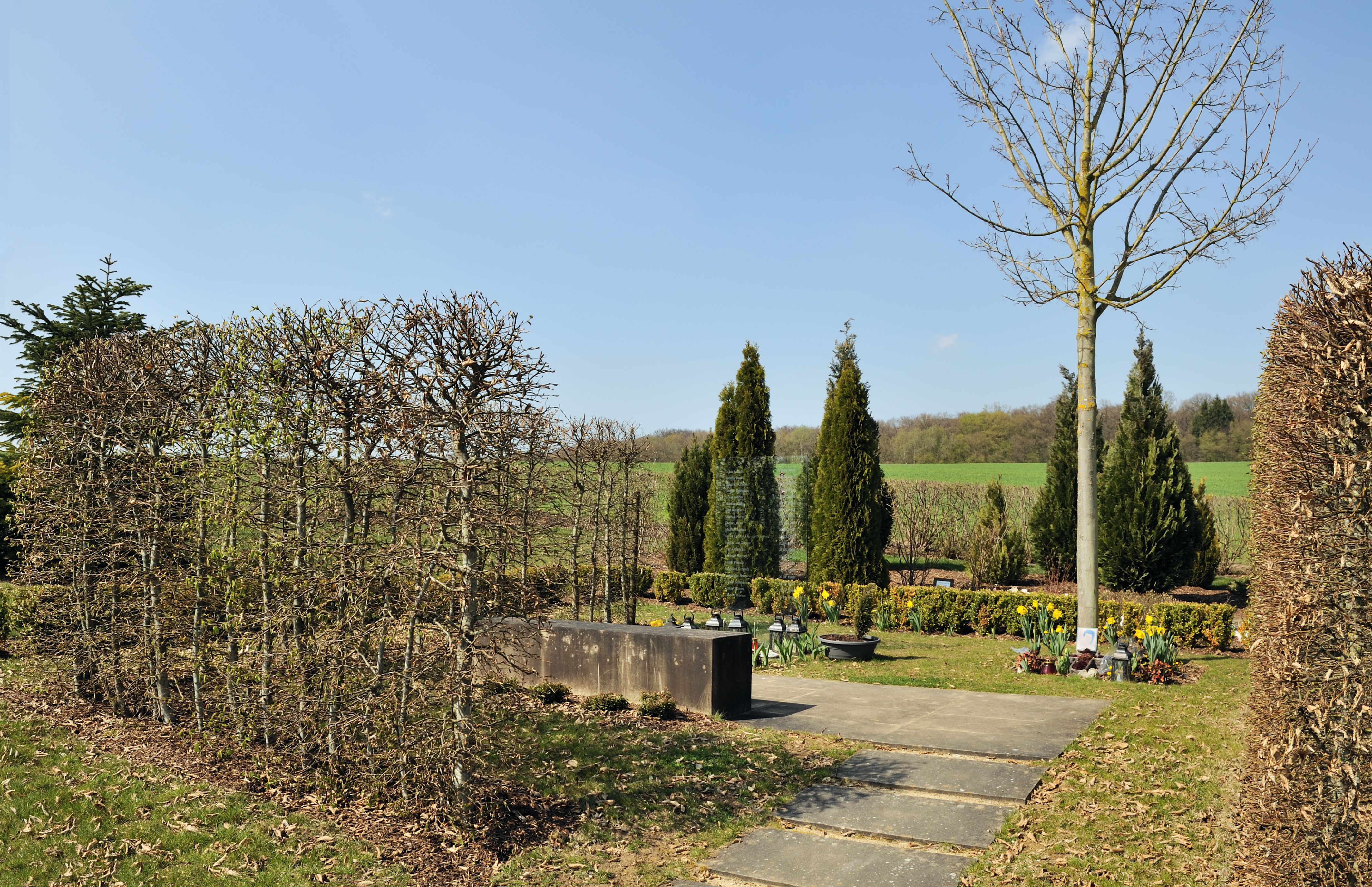
Le mémorial du vol 9642 de la Luxair, qui s'est écrasé le long de cette route le 6 novembre 2002, tuant 20 personnes.